# Ri Tae-song
Ri Tae-song (...) è un ex calciatore nordcoreano, di ruolo attaccante.